# Kásmar
Káshmar (perzsa nyelven: کاشمر, Kāshmar, korábban ترشیز Torshīz vagy سلطانآباد Soltanabad) egy iráni város Razavi Khorasan tartományban; Káshmar megye fővárosa a tartomány nyugati részén fekvő Sish Taraz folyó mellett. Keletről Bardaskanig, nyugatra a Torbat-e Heydariehig, északra Nishapurig, délre Gonabadba. Két évszázaddal ezelőtt a város neve Torshiz (ترشیز) volt, és itt született Sheikh Ahmad-e Jami. A 2006-os népszámláláskor 81 527 lakosa volt, 21 947 családban.

## Leírása
A városban négy felsőoktatási központ található: az Állami Egyetem, a Payame Nur Egyetem, az Azad Káshmar Egyetem és a Jahad Daneshgahy Káshmar Egyetem.
Káshmar a mazsola egyik legjelentősebb termelője, mintegy 40 szőlőfajtával rendelkezik. Nemzetközileg is elismert sáfrány exporttal rendelkezik és híres kézzel készített perzsa szőnyegeiről is.
Számos érdekes hely található itt, mint az "Aramgah Seyyed murtaza" és a "Bagh Mazar", valamint az "Aramgahe seyyed mohammade Abed" és az "Aramgahe modarres".